# Pheidole biloba
Pheidole biloba är en myrart som först beskrevs av Vladimir Aphanasjevich Karavaiev 1935.  Pheidole biloba ingår i släktet Pheidole och familjen myror. Inga underarter finns listade i Catalogue of Life.